# Mecécio I Genúnio
Mecécio I (em latim: Mecetius), Mezécio I (Mezetius) ou Mezézio I (Mezezius; em grego: Μεζέζιος; romaniz.: Mezézios; em armênio/arménio: Մժեժ; romaniz.: Mžēž) foi marzobã (governador) da Armênia de 518 a 548, em sucessão de a alguns marzobãs de nome desconhecido. Foi sucedido por Gusnaspe Vararanes. Era membro da família Genúnio.

## Nome
Mecécio (Mecetius), Mezécio (Mezetius) ou Mezézio (Mezezius; em grego: Μεζέζιος; romaniz.: Mezézios) é a forma latina do armênio Mezeze (Մժեժ, Mžēž), cuja origem é incerta. Foi registrado em grego como Mizízio (Μιζίζιος por Teófanes, o Confessor, Mizízios), Mizizo ou Nizizo (Μιζιζός/Νιζιζός, Mizizós / Nizizós) por Jorge Mônaco, Nizízio (Νιζίζιος, Nizízios) por Simeão, o Logóteta e Mezêuxio (Μεζεύξιος, Mezeúxios) pelo papa Gregório II (r. 715–731).

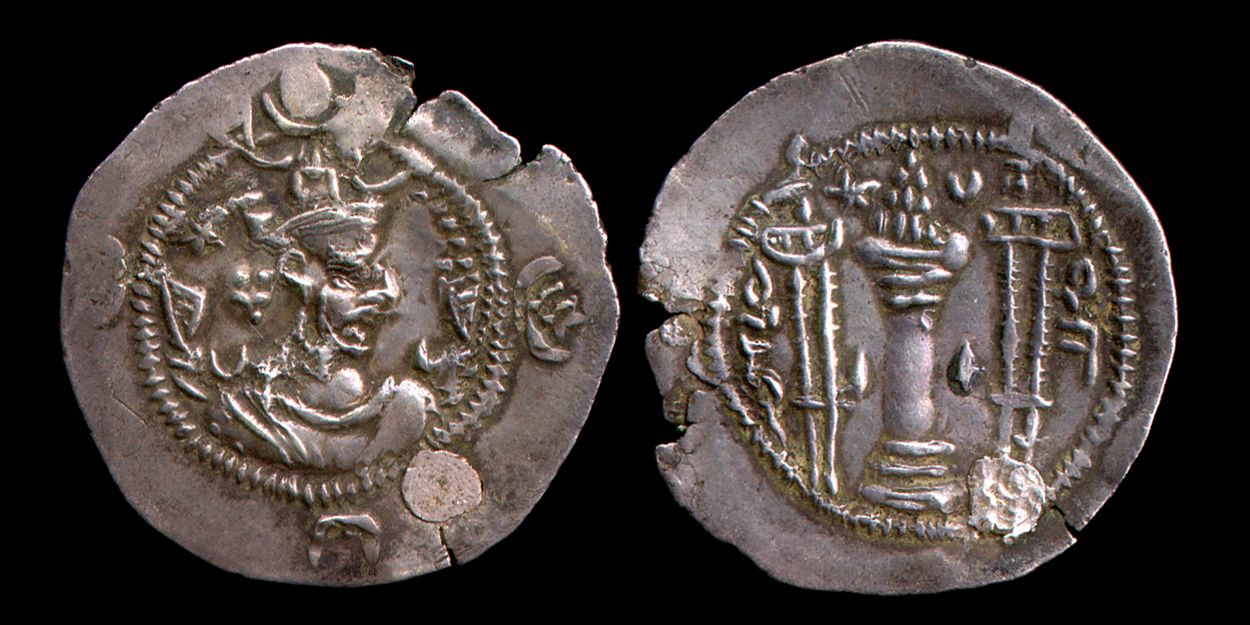
Dracma de (r. 488–496; 499–531)

## Vida
A parentela de Mecécio é incerta, exceto que pertencia à família Genúnio. Por volta de 515-516, as tribos hunas invadiram a Armênia. Mecécio organizou a resistência e conseguiu repeli-los. Como recompensa, o xainxá Cavades I nomeou-o marzobã em 518. De acordo com Samuel de Ani: "Após o patrício Bardas, irmão de Vaanes, marzobãs persas governam a Armênia por 11 anos [...] O governo da Armênia então passou à família de Mecécio Genúnio, que exerceu [poder por] 30 anos". Nesse período, Mecécio manteve a paz religiosa. Em 527, repeliu outra invasão huna. Também usou as tensões entre o Império Bizantino e Império Sassânida para aproveitar ao máximo o jogo político.